# 思威
思威（？—1589年）又名思义、思真。麓川思氏后裔，迤西酋长、孟拱和孟养的昭法，约1580-1589年在位。

## 生平
思威，迤西孟养地区的酋长，孟拱的昭法。万历七年（1579），孟养酋长思个法为缅甸所俘，缅人立傣人班赖侯为孟拱土司。

### 统治
万历十一年（1583），孟养曾跟随缅军入侵云南，但是被明将刘綎击败。随后阿瓦德多明绍反叛缅甸，迤西酋长思义杀死了缅甸使者归降明朝。

万历十三年（1585）正月，明朝设立猛养长官司，赐冠带。思威发兵攻打缅甸北边的密堵（美都，Myedu）、送速二城，二城归降孟养。后来缅甸征讨暹罗，征召密堵、送速二城兵马，但是二城不从。于是缅王南达勃因发兵攻打了二城，令多囊长、散铎率兵戍守。
万历十四年（1586），思威支子思明与蛮莫酋长思顺一同投奔缅甸，並且派遣缅目大朗长索取思顺的家属。思顺之母罕送不欲投缅，听从了明军游击刘天俸的裨将寇崇德之言，协助明军攻取密堵城。明军攻取密堵城，降服磨勒、磨范等三城。孟养也效仿蛮莫，打算偷袭缅甸，但是事情败露。六月初，缅军兵分二路，一路进攻孟养，一路进攻三宣。当时“孟养自生齿以上皆大惊惧，匍匐出城郭走，走至茶山尽闷匿。”孟养派遣使者户八章、罕曩顶向明朝告急。明军出兵援助，遂有密堵之战。此战思明亦曾参与。

### 下落
万历十七年（1589年），孟养酋长思威死，其支子思明、思远向明朝进贡，明朝立思远为孟养酋长。
思明的下落不详，按万历十四年（1586）思明参与了密堵之战，但是不见思威或者思义。因此，思威似乎于万历十四年（1586）为缅甸掳走。据瞿九思《万历武功录》卷六《缅甸列传》：“思远，故孟养称弄，称弄者，汉言头目也。孟养酋长思真，始为莽所卤略。时乃给思远冠带，佐酋母思氏。顷，思氏物故，思远遂自立为宣慰。”《明史》卷315《孟养传》：“未几，长官思真复为缅所掳，部长思远奉思真妻来归，给以冠带，令归守。”酋母思氏似乎是《明神宗万历实录》万历十四年九月壬子提到的“思义妻母”。

## 脚注
1. ↑  包见捷：《缅甸始末》：“是时（万历十一年），木邦罕凤、迤西思义俱杀缅使，诣綎降。”又“迤西酋长思威即款寨。”思义与思威似乎是同一人，另据《明神宗万历实录》卷178，万历十四年九月壬子：“准给蛮莫土舍顺母罕送、思义妻母各冠带管事，以云南抚镇题其归顺也。”
2. ↑  瞿九思：《万历武功录》卷六《缅甸列传》：“思远，故孟养称弄，称弄者，汉言头目也。孟养酋长思真，始为莽所卤略。时乃给思远冠带，佐酋母思氏。顷，思氏物故，思远遂自立为宣慰。”《明史》卷315《孟养传》：“未几，长官思真复为缅所掳，部长思远奉思真妻来归，给以冠带，令归守。”据此观之，思氏应该是思真之母，而思义的妻母很可能是就是思氏。思真的事迹不详，很可能就是思义、思威。
3. ↑  《上缅甸和滇西掸族史概述》第45页，Chau Kon Pha是Chau Kaa Pha之子，于1583-1591年在位，共计八年，与思威的活跃时间相吻合。不过思威应该不是思个法之子，而可能是思个法的叔父或者兄弟。
4. ↑  《明神宗万历实录》卷157，万历十三年正月壬午：“长官司二：曰猛脸、曰猛养。”
5. ↑  《明史》卷315《孟养传》：“（万历）十三年，陇川平，乃于孟养立长官司。”。
6. ↑  瞿九思：《万历武功录》卷六《缅甸列传下》。
7. 1 2 3  包见捷：《缅甸始末》。
8. ↑  瞿九思：《万历武功录》卷六《缅甸列传》。